# 羅蘭·帕蒂洛
羅蘭·A·帕蒂洛（英語：Roland A. Pattillo，1933年6月12日—2023年5月3日）是一名美國醫學博士和研究員，他因參與海拉細胞系的研究以及與海莉耶塔·拉克斯（海拉細胞的原主）家族的聯繫而聞名於世。

## 生平
帕蒂洛於1933年6月12日出生於路易斯安那州德昆西，父親是一名鐵匠，後來成為鐵路工人。他畢業於路易斯安那賽維爾大學，獲得學士學位，並獲得獎學金進入聖路易斯大學醫學院學習，師從愛德華·阿德爾伯特·多伊西和喬治·奧托·蓋。他於2023年5月3日逝世，享年89歲。

## 職業生涯
海莉耶塔·拉克斯的痛苦經歷推動了帕蒂洛的事業和研究。她去世後，他為她購買墓碑，並與她的家人關係密切，成為他們與許多希望與他們聯繫的研究人員和記者之間的中間人。
帕蒂洛成為執業醫師和威斯康辛醫學院的婦科教授。後來，他接管了蓋伊的生殖道細胞庫，並將其從約翰霍普金斯大學轉移到莫爾豪斯醫學院。1996年至1998年，帕蒂洛擔任莫爾豪斯醫學院婦產科臨時主任，並開始在那裡舉辦紀念拉克斯家族的婦女健康會議（海拉會議）。
帕蒂洛撰寫了100多篇經過同行評審的期刊論文、書籍章節和一本專著。他的研究和臨床研究專注於體外細胞模型，這些模型具有特徵性生物標記，可用於多種實驗設計，以評估內分泌功能、化療、放療敏感性和分化。這項研究的最終成果是首次鑑定出滋胚層幹細胞和首個人類激素合成細胞系統，全世界的科學家都能將其用於卵巢癌的新療法。
帕蒂洛在莫爾豪斯大學工作了20年，於2013年退休。

## 榮譽
在其職業生涯中，帕蒂洛曾多次獲獎和表彰：
- 國際滋養層協會獎章（2003年）
- 倫納德·托伍（英语：Leonard Tow）人文醫學獎
- 幹細胞研究前線先鋒獎[4]
- 聖路易斯大學多元化獎—主旨發言人（2009年）
- 聖路易大學醫學院優秀獎（2009年）
- 《亞特蘭大雜誌》美國頂級醫生榜（2009年）

## 大眾文化
在2017年電影《海拉細胞的不朽旅程》（The Immortal Life of Henrietta Lacks）中，帕蒂洛由魯賓·聖地亞哥-哈德森飾演。